# Beyer (Adelsgeschlecht)
Beyer ist der Name eines preußischen Adelsgeschlechts, das nach dem Regierungsantritt von Friedrich Wilhelm II. zeitweise sehr einflussreich war.

## Geschichte
Stammvater des Geschlechts ist der preußische Kriegs- und Domänenrat, Bergdirektor und Direktor des Collegii Medici in Halberstadt Johann Albert Beyer († 1750), Gemahl der Johanna Dorothea Diet(e)rich († 1762). Seine Söhne bzw. Enkel wurden in zwei Gnadenakten am 2. Oktober bzw. 21. Oktober 1786 zu Berlin in den erblichen preußischen Adelstand erhoben.
Dies waren die sieben Brüder Johann August Beyer (1730–1814), preußischer Geheimer Oberfinanzrat beim Generaloberfinanz-, Kriegs- und Domänendirektorium, Präsident des Oberrevisionskollegiums in Kameraljustizsachen und ersten Direktor der Gesetzkommission, verheiratet mit (seiner Cousine) Louise Henriette, eine Tochter des Halberstädter Kammerdirektors Christian Leberecht Diet(e)rich (1710–1767), Eberhard Beyer (1739–1818), preußischer Geheimer Oberfinanzrat und Regisseur bei der Generalakzise- und Zolladministration, Direktor der Hauptstempelkammer, Julius Heinrich Wilhelm Beyer (* 24. Juli 1743), Geheimer Kabinettsrat, Friedrich Samuel Heinrich Beyer (1733–1790), Inspekteur und Oberprediger in Cochstädt, Samuel Christian Ludwig Beyer, Inspekteur und Oberprediger in Aschersleben, Johann Bernhard Beyer (* 23. Juli 1746), preußischer Kriegs- und Domänenrat bei der Kammerdeputation in Bromberg, und August Friedrich Karl Beyer (* 6. Oktober 1744), preußischer Kriegsrat, Oberakzise-, Zoll-, Tabaks- und Bergrichter, und die Söhne ihres verstorbenen Bruders Albert Gottfried Friedrich Beyer (1738–1784), preußischer Kommissionsrat und Kammerassessor bei der Halberstädter Kammerdeputation, nämlich Johann Christian Albert Friedrich und Johann Karl Ludwig Beyer.
Durch die erhebliche Erbschaft seiner Frau, einer Tochter des Oberamtmanns Schmidt zu Ummendorf, war der Kabinettsrat Julius Wilhelm Heinrich von Beyer (1743–1806) vor 1800 in der Lage, mehrere Güter im Kreis Ober-Barnim zu kaufen.
Der 1859 zu Köln nobilitierte preußische Oberkämmerer, General der Infanterie zu Diensten und Chef der Zentralabteilung des Kriegsministeriums, August Gustav Beyer begründete ein anderes preußisches Adelsgeschlecht.

## Wappen

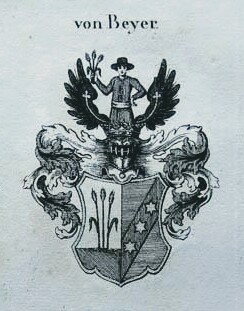
Wappen derer von Beyer in Tyroffs Wappenwerk, 1832

Das Wappen (1786) ist von Silber und Blau gespalten, vorn drei goldene Ähren an grünen Stielen aus dem grünen Boden, hinten ein mit drei goldenen Sternen belegter roter Schräglinksbalken. Auf dem gekrönten Helm mit rechts blau-silbernen und links rot-silbernen Decken zwischen mit goldenen Kleestängeln belegtem offenen schwarzen Adlerflug ein rot bekleideter wachsender Mann mit schwarzem rundem Hut und goldenem Gürtel, die drei Ähren in der Rechten haltend, die Linke eingestemmt.

## Bekannte Familienmitglieder
- Johann August von Beyer (1730–1814), preußischer Beamter und Lyriker
- August von Beyer (1786–1855), preußischer Generalleutnant
- Eduard von Beyer (1787–1873), preußischer Generalmajor
- Hermann von Beyer (1812–1889), preußischer Generalmajor[9]
- Ernst von Beyer (1866–1935), deutscher Generalmajor